# Becerreá (Gerichtsbezirk)
Der Gerichtsbezirk Becerreá ist einer der 9 Gerichtsbezirke in der Provinz Lugo.
Der Bezirk umfasst 6 Gemeinden auf einer Fläche von 857,26 km² mit dem Hauptquartier in Becerreá.

## Gemeinden
| Gemeinde                | Einwohner (2024) | Fläche km² | Dichte Einw./km² | Cod INE | Postleitzahl |
| ----------------------- | ---------------- | ---------- | ---------------- | ------- | ------------ |
| Baralla                 | 2.455            | 141,16     | 17               | 27901   | 27680        |
| Becerreá                | 2.703            | 172,05     | 16               | 27006   | 27640        |
| Cervantes               | 1.187            | 277,63     | 4                | 27012   | 27664        |
| As Nogais               | 942              | 110,34     | 9                | 27037   | 27677        |
| Pedrafita do Cebreiro   | 898              | 104,90     | 9                | 27045   | 15670        |
| Triacastela             | 609              | 51,18      | 12               | 27062   | 27630        |
| Gerichtsbezirk Becerreá | 8.794            | 857,26     | 10               | –       | –            |